# Johnny Eck

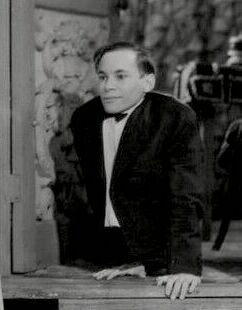
Johnny Eck in dem Film Freaks

Johnny Eck, eigentlich Johnny Eckhardt, (* 27. August 1911 in Baltimore, Maryland; † 5. Januar 1991 ebenda) war ein US-amerikanischer Schauspieler, Künstler, Zauberkünstler und Musiker.

## Leben
Während sein Zwillingsbruder Robert keine körperlichen Besonderheiten aufwies, war Johnnys Körper nur bis zu den Rippen normal entwickelt; der Rest war im Wachstum zurückgeblieben und unbrauchbar. Auch ausgewachsen erreichte er nur eine Körpergröße von 46 Zentimetern. Dennoch war der Junge lebensfähig und geistig voll auf der Höhe. Er lernte sehr früh lesen und schreiben, wurde ein ausgezeichneter Schüler und entwickelte bald, wie Robert auch, eine Vorliebe für künstlerische Tätigkeiten.
Schon in seiner Kindheit begann Johnny, zusammen mit seinem Zwillingsbruder, seinen ungewöhnlichen Körper – er lancierte stets das Gerücht, sein Leib ende unterhalb der Rippen, als wäre er durchgeschnitten worden – in einer Zaubershow zu präsentieren. Neben Auftritten in Kuriositätenkabinetten und Zirkussen arbeitete Johnny Eck, der ursprünglich einmal geplant hatte, Prediger zu werden, auch als Maler und Fotograf, und leitete sein eigenes zwölfköpfiges Orchester. In Hollywood spielte er im Kostüm Tiere in drei Tarzanfilmen mit Johnny Weissmüller. Bekannt ist er heute jedoch vor allem noch durch seine Rolle als Junge ohne Unterleib in dem Filmklassiker Freaks (1932) von Tod Browning.

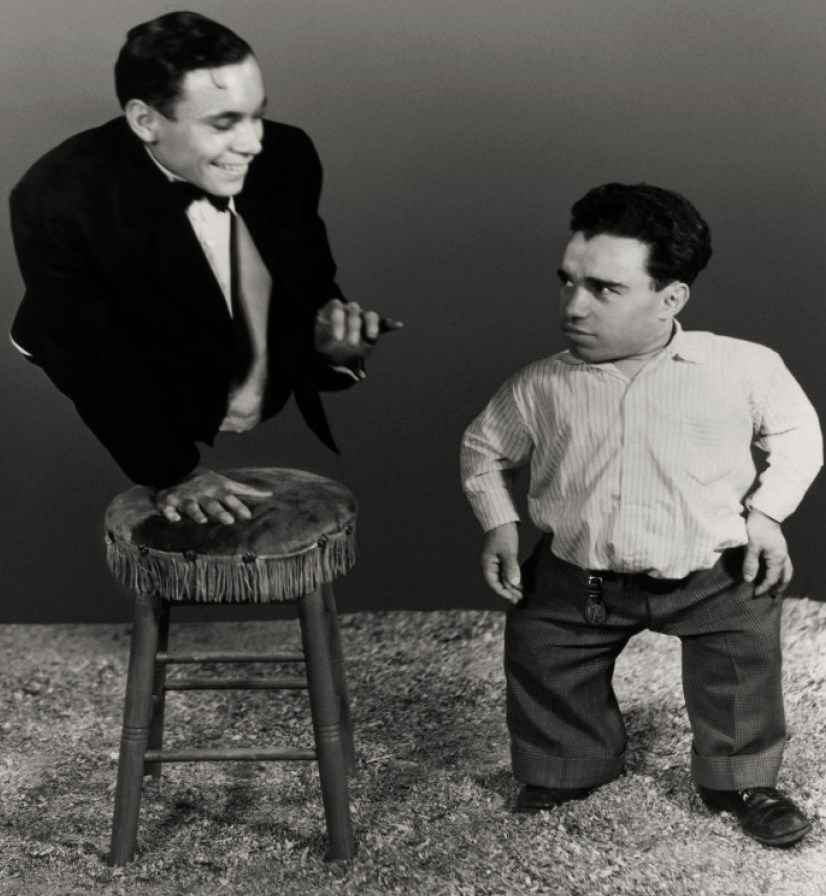
Johnny Eck (links) und Angelo Rossitto in dem Film Freaks

In den 1930er Jahren konnte sich Johnny Eck den Traum erfüllen, einen Rennwagen zu erwerben, den er für Handbedienung umrüsten und mit einer Straßenzulassung versehen ließ. Später kam auch noch eine Miniatureisenbahn hinzu, die heute noch erhalten, wenn auch restaurationsbedürftig ist. Johnny Eck und sein Bruder zogen niemals aus ihrem Elternhaus in Baltimore aus. 1987 wurde Johnny hier zum Opfer eines Raubüberfalls. Er überlebte den Überfall zwar, lebte aber ab diesem Zeitpunkt verbittert und zurückgezogen mit seinem Bruder. So sagte er nach dem Überfall: „Wenn ich Freaks sehen will, brauche ich nur aus dem Fenster schauen.“
Johnny Eck starb 1991 mit 79 Jahren an einem Herzinfarkt. Robert überlebte ihn um einige Jahre. Ihr Haus, heute im Besitz des Betreibers eines virtuellen Johnny-Eck-Museums, steht in einem inzwischen sehr heruntergekommenen Viertel von Baltimore.

## Filmografie
- 1932: Freaks
- 1932: Tarzan, der Affenmensch (Tarzan the Ape Man)
- 1936: Tarzans Rache (Tarzan Escapes)
- 1941: Tarzans geheimer Schatz (Tarzan's Secret Treasure)